# Procesy załogi Mittelbau-Dora przed Trybunałem Wojskowym w Dachau
Procesy załogi Mittelbau-Dora przed Trybunałem Wojskowym w Dachau – były to procesy personelu hitlerowskiego obozu koncentracyjnego Mittelbau-Dora (Nordhausen), które po zakończeniu II wojny światowej odbyły się przed amerykańskim Trybunałem Wojskowym w Dachau. Wszystkim oskarżonym zarzucano popełnienie zbrodni wojennych i przeciw ludzkości, a zwłaszcza mordowanie, katowanie, torturowanie i głodzenie więźniów obozu. W sumie odbył się jeden duży proces załogi Mittelbau-Dora i kilka indywidualnych procesów dotyczących zbrodni popełnionych w obozie.

## Proces załogi Mittelbau-Dora (US vs. Kurt Andrae i inni)w dniach 7 sierpnia – 31 grudnia 1947 roku
W procesie tym przed amerykańskim Trybunałem Wojskowym w Dachau stanęło 19 byłych członków załogi Mittelbau-Dora, w tym Schutzhaftlagerführer Hans Karl Möser i adiutant komendanta obozu Heinz Detmers. W wyniku przeprowadzonego przewodu sądowego piętnastu oskarżonych zostało uznanych za winnych stawianych im zarzutów, a czterech uniewinniono. Möser jako jedyny skazany został na karę śmierci (wyrok wykonano przez powieszenie 26 listopada 1948 roku). Siedmiu oskarżonych skazano na dożywocie, a siedmiu na terminowe kary pozbawienia wolności (od 25 do 5 lat).

## Inne procesy członków załogi Mittelbau-Dora przed amerykańskim Trybunałem Wojskowym w Dachau
W roku 1947 odbyło się też w Dachau kilka procesów, które dotyczyły pojedynczych członków personelu obozu Mittelbau-Dora. W ich wyniku osądzono następujące osoby:
| Oskarżony          | Stopień           | Funkcja                   | Data procesu                 | Wyrok                                                                        |
| ------------------ | ----------------- | ------------------------- | ---------------------------- | ---------------------------------------------------------------------------- |
| Michail Grebinski  | SS-Mann           | strażnik                  | 22–23 października 1947 roku | uniewinniony                                                                 |
| Georg Finkenzeller | więzień funkcyjny | kapo                      | 10 listopada 1947 roku       | 2 lata pozbawienia wolności (wyrok unieważniono)                             |
| Philipp Klein      | SS-Scharführer    | sanitariusz SS            | 1 grudnia 1947 roku          | 4 lata pozbawienia wolności                                                  |
| Albert Müller      | SS-Rottenführer   | Rapportführer w podobozie | 1 grudnia 1947 roku          | 25 lat pozbawienia wolności (kara zamieniona na 10 lat pozbawienia wolności) |
| Stefan Palko       | SS-Rottenführer   | Blockführer               | 3–13 grudnia 1947 roku       | 25 lat pozbawienia wolności (kara zamieniona na 15 lat pozbawienia wolności) |